# Selja
För andra betydelser, se Selja (olika betydelser).
Selja är en tätort i Mora kommun, Dalarnas län. Orten ligger på södra sidan av Österdalälven i Mora socken, mitt emot orten Östnor och drygt 4 kilometer nordväst om Mora. Grannbyn Långlet ingick i tätorten tidigast 1965.

## Befolkningsutveckling
| Befolkningsutvecklingen i Selja 1960–2020 | Befolkningsutvecklingen i Selja 1960–2020 | Befolkningsutvecklingen i Selja 1960–2020 | Befolkningsutvecklingen i Selja 1960–2020 | Befolkningsutvecklingen i Selja 1960–2020 |
| ----------------------------------------- | ----------------------------------------- | ----------------------------------------- | ----------------------------------------- | ----------------------------------------- |
|                                           |                                           |                                           |                                           |                                           |
| År                                        |                                           |                                           | Folkmängd                                 | Areal (ha)                                |
| 1960                                      | 1960                                      |                                           | 291                                       |                                           |
| 1965                                      | 1965                                      |                                           | 423                                       |                                           |
| 1970                                      | 1970                                      |                                           | 489                                       |                                           |
| 1975                                      | 1975                                      |                                           | 565                                       |                                           |
| 1980                                      | 1980                                      |                                           | 599                                       |                                           |
| 1990                                      | 1990                                      |                                           | 551                                       | 107                                       |
| 1995                                      | 1995                                      |                                           | 534                                       | 112                                       |
| 2000                                      | 2000                                      |                                           | 543                                       | 112                                       |
| 2005                                      | 2005                                      |                                           | 565                                       | 115                                       |
| 2010                                      | 2010                                      |                                           | 548                                       | 115                                       |
| 2015                                      | 2015                                      |                                           | 547                                       | 143                                       |
| 2020                                      | 2020                                      |                                           | 555                                       | 143                                       |
|                                           |                                           |                                           |                                           |                                           |